# 5x2 pięć razy we dwoje
5x2 pięć razy we dwoje (fr. 5x2) – francuski dramat filmowy z 2004 roku w reżyserii François Ozona.

## Fabuła
Film składa się z 5 segmentów pokazujących pięć najważniejszych momentów z historii związku pary głównych bohaterów: Marion i Gilles'a. Są one jednak pokazane w kolejności odwrotnej do chronologicznej. Pierwszy segment dotyczy ich rozwodu, drugi zawiera sceny z ich życia rodzinnego, trzeci poświęcony jest narodzinom ich dziecka, czwarty ślubowi, piąty zaś pokazuje, jak się poznali.

## Obsada
- Valeria Bruni Tedeschi jako Marion
- Stéphane Freiss jako Gilles

## Produkcja
Zdjęcia kręcono w Paryżu oraz na Sardynii (Villasimius w prowincji Sud Sardegna).

## Nagrody i nominacje
Valeria Bruni Tedeschi została uhonorowana za swoją rolę Pucharem Volpiego dla najlepszej aktorki na 61. MFF w Wenecji w 2004 roku. Była również nominowana w tej samej kategorii do Europejskiej Nagrody Filmowej dla najlepszej aktorki.